# Chaluc (Izrael)
Chaluc, též Har Chaluc (hebrejsky חָלוּץ nebo הַר חָלוּץ, doslova „Průkopník“ nebo „Hora průkopníků“, v oficiálním přepisu do angličtiny Haluz, přepisováno též Har Halutz) je vesnice typu společná osada (jišuv kehilati) v Izraeli, v Severním distriktu, v Oblastní radě Misgav.

## Geografie
Leží v nadmořské výšce 734 metrů, v jižní části Horní Galileji, cca 22 kilometrů východně od břehů Středozemního moře a cca 25 kilometrů na západ od Galilejského jezera. Je situována na okraji strmého terénního zlomu Matlul Curim, který jižně od obce padá o 400 metrů do údolí Bejt ha-Kerem. Na hraně tohoto srázu se poblíž západního okraje vesnice vypíná dílčí vrcholek Har Chaluc. Východně od vesnice skrz tento útes klesá okolo vrcholku Har Šezor do údolí Bejt ha-Kerem vádí Nachal Talil. Na sever od vesnice se rozkládá kopcovitá krajina náhorní planiny, jež je v okolní sousedního města Kisra-Sumej členěna nevýraznými vrchy Har Kišor a Har Pelech. Protéká jí ve východozápadním směru vádí Nachal Bejt ha-Emek.
Tvoří součást bloku vesnic Chevel Tefen. Nachází se cca 108 kilometrů severovýchodně od centra Tel Avivu a cca 33 kilometrů severovýchodně od centra Haify. Chaluc obývají Židé, přičemž osídlení v tomto regionu je etnicky smíšené. V údolí Bejt ha-Kerem, přímo pod vesnicí, leží města Šagor a Nachf, která obývají izraelští Arabové. Mezi nimi je ovšem položeno židovské město Karmiel. Na severní straně leží zase město Kisra-Sumej, které obývají arabští Drúzové. Krajina mezi těmito městskými centry je ovšem postoupena řadou menších židovských vesnic.
Obec je na dopravní síť napojena pomocí lokální silnice, jež sem odbočuje u vesnice Lavon z lokální silnice číslo 854.

## Dějiny
Vesnice Chaluc byla založena v roce 1985 v rámci programu Micpim be-Galil, který vrcholil na přelomu 70. a 80. let 20. století a v jehož rámci vznikly v Galileji desítky nových židovských vesnic s cílem posílit židovské demografické pozice v tomto regionu a nabídnout kvalitní bydlení kombinující výhody života ve vesnickém prostředí a předměstský životní styl.
Zakladateli obce byla skupina stoupenců reformního judaismu z USA. K nim se připojily rodiny rodilých Izraelců.
V Chaluc funguje zařízení předškolní péče o děti. Základní škola je ve vesnici Gilon. V obci je k dispozici knihovna, synagoga, společenské středisko a sportovní areály. Většina obyvatel za prací dojíždí mimo obec.
Výhledově má vesnice dosáhnout kapacitu 250 rodin.

## Demografie
Obyvatelstvo Chaluc je složeno z nábožensky orientovaných i sekulárních rodin. Podle údajů z roku 2014 tvořili populaci v Chaluc Židé (včetně statistické kategorie "ostatní", která zahrnuje nearabské obyvatele židovského původu ale bez formální příslušnosti k židovskému náboženství).
Jde o menší sídlo vesnického typu s dlouhodobě rostoucím počtem obyvatel. K 31. prosinci 2014 zde žilo 463 lidí. Během roku 2014 populace stoupla o 7,4 %.
| Rok            | 1995 | 2001 | 2003 | 2004 | 2005 | 2006 | 2007 | 2008 | 2009 | 2010 | 2011 | 2012 | 2013 | 2014 |
| -------------- | ---- | ---- | ---- | ---- | ---- | ---- | ---- | ---- | ---- | ---- | ---- | ---- | ---- | ---- |
| Počet obyvatel | 156  | 290  | 328  | 352  | 366  | 368  | 368  | 367  | 355  | 387  | 397  | 401  | 431  | 463  |